# Gugolzia
Gugolzia is een geslacht van vliesvleugeligen uit de familie Pteromalidae. De wetenschappelijke naam van dit geslacht is voor het eerst geldig gepubliceerd in 1956 door Delucchi & Steffan.

## Soorten
Het geslacht Gugolzia omvat de volgende soorten:
- Gugolzia bademia Doganlar, 2004
- Gugolzia harmolitae Delucchi & Steffan, 1956
- Gugolzia karadagae Doganlar & Doganlar, 2010
- Gugolzia melengicia Doganlar, 2010